# كسوف الشمس 12 يونيو 2029
سيحدث كسوف جزئي للشمس في 12 يونيو 2029. يحدث كسوف الشمس عندما يمر القمر بين الأرض والشمس ، وبالتالي يحجب صورة الشمس كليًا أو جزئيًا عن مشاهد على الأرض. يحدث كسوف جزئي للشمس في المناطق القطبية من الأرض عندما يغيب مركز ظل القمر عن الأرض.

## الصور
مسار متحرك

## الخسوفات ذات الصلة

### كسوف الشمس 2029-2032
هذا الكسوف هو جزء من سلسلة كسوف الشمس 2029-2032. يتكرر الكسوف في كل 177 يومًا تقريبًا و 4 ساعات (فصل دراسي) في العقد المتناوبة من مدار القمر.
ملحوظة: الكسوف الجزئي للشمس في 14 يناير 2029 و 11 يوليو 2029 يحدث في مجموعة خسوف السنة القمرية السابقة.
| مجموعات سلسلة كسوف الشمس من 2029 إلى 2032 | مجموعات سلسلة كسوف الشمس من 2029 إلى 2032 | مجموعات سلسلة كسوف الشمس من 2029 إلى 2032 | مجموعات سلسلة كسوف الشمس من 2029 إلى 2032 | مجموعات سلسلة كسوف الشمس من 2029 إلى 2032 |
| ----------------------------------------- | ----------------------------------------- | ----------------------------------------- | ----------------------------------------- | ----------------------------------------- |
| عقدة تنازلية                              | عقدة تنازلية                              |                                           | عقدة تصاعدية                              | عقدة تصاعدية                              |
| 118                                       | 12 يونيو 2029 جزئي                        | 123                                       | 5 ديسمبر 2029 [الإنجليزية] جزئي           |                                           |
| 128                                       | 1 يونيو 2030 حلقي                         | 133                                       | 25 نوفمبر 2030 [الإنجليزية] كلي           |                                           |
| 138                                       | 21 مايو 2031 [الإنجليزية] حلقي            | 143                                       | 14 نوفمبر 2031 [الإنجليزية] هجين          |                                           |
| 148                                       | 9 مايو 2032 [الإنجليزية] حلقي             | 153                                       | 3 نوفمبر 2032 [الإنجليزية] جزئي           |                                           |

### ساروس 118
وهي جزء من دورة ساروس 118 ، تتكرر كل 18 سنة ، 11 يومًا ، وتحتوي على 72 حدثًا.
- بدأت السلسلة بكسوف جزئي للشمس في 24 مايو 803 م.
- يحتوي على خسوف إجمالي من 19 أغسطس 947 م حتى 25 أكتوبر 1650
- وخسوفًا هجينًا في 4 نوفمبر 1668 و 15 نوفمبر 1686
- وخسوفًا حلقيًا من 27 نوفمبر 1704 حتى 30 أبريل 1957.
- تنتهي السلسلة في العضو 72 ككسوف جزئي في 15 يوليو 2083.

كانت أطول مدة بالمجموع 6 دقائق و 59 ثانية في 16 مايو 1398.
| تحدث أعضاء السلسلة 62-72 بين عامي 1901 و 2083: | تحدث أعضاء السلسلة 62-72 بين عامي 1901 و 2083: | تحدث أعضاء السلسلة 62-72 بين عامي 1901 و 2083: |
| 62                                             | 63                                             | 64                                             |
| ---------------------------------------------- | ---------------------------------------------- | ---------------------------------------------- |
| </img> </br> 29 مارس 1903                      | </img> </br> 8 أبريل 1921                      | </img> </br> 19 أبريل 1939                     |
| 65                                             | 66                                             | 67                                             |
| </img> </br> 30 أبريل 1957                     | </img> </br> 11 مايو 1975                      | </img> </br> 21 مايو 1993                      |
| 68                                             | 69                                             | 70                                             |
| </img> </br> 1 يونيو 2011                      | </img> </br> 12 يونيو 2029                     | </img> </br> 23 يونيو 2047                     |
| 71                                             | 72                                             |                                                |
| </img> </br> 3 يوليو 2065                      | </img> </br> 15 يوليو 2083                     |                                                |

### دورة ميتونيك
تتكرر السلسلة ميتونيك كل 19 عامًا (6939.69 يومًا) ، وتستمر حوالي 5 دورات. تحدث الكسوف في نفس تاريخ التقويم تقريبًا. بالإضافة إلى ذلك ، تكرر سلسلة أوكتون الفرعية 1/5 من ذلك أو كل 3.8 سنوات (1387.94 يومًا).
| 21 من أحداث الكسوف بين 12 يونيو 2029 و 12 يونيو 2105 | 21 من أحداث الكسوف بين 12 يونيو 2029 و 12 يونيو 2105 | 21 من أحداث الكسوف بين 12 يونيو 2029 و 12 يونيو 2105 | 21 من أحداث الكسوف بين 12 يونيو 2029 و 12 يونيو 2105 | 21 من أحداث الكسوف بين 12 يونيو 2029 و 12 يونيو 2105 |
| 11-12 يونيو                                          | 30-31 مارس                                           | 16 يناير                                             | 4-5 نوفمبر                                           | من 23 إلى 24 أغسطس                                   |
| 118                                                  | 120                                                  | 122                                                  | 124                                                  | 126                                                  |
| ---------------------------------------------------- | ---------------------------------------------------- | ---------------------------------------------------- | ---------------------------------------------------- | ---------------------------------------------------- |
| </img> </br> 12 يونيو 2029                           | </img> </br> 30 مارس 2033                            | </img> </br> 16 يناير 2037                           | </img> </br> 4 نوفمبر 2040                           | </img> </br> 23 أغسطس 2044                           |
| 128                                                  | 130                                                  | 132                                                  | 134                                                  | 136                                                  |
| </img> </br> 11 يونيو 2048                           | </img> </br> 30 مارس 2052                            | </img> </br> 16 يناير 2056                           | </img> </br> 5 نوفمبر 2059                           | </img> </br> 24 أغسطس 2063                           |
| 138                                                  | 140                                                  | 142                                                  | 144                                                  | 146                                                  |
| </img> </br> 11 يونيو 2067                           | </img> </br> 31 مارس 2071                            | </img> </br> 16 يناير 2075                           | </img> </br> 4 نوفمبر 2078                           | </img> </br> 24 أغسطس 2082                           |
| 148                                                  | 150                                                  | 152                                                  | 154                                                  |                                                      |
| </img> </br> 11 يونيو 2086                           | </img> </br> 31 مارس 2090                            | </img> </br> 16 يناير 2094                           | </img> </br> 4 نوفمبر 2097                           |                                                      |

### سلسلة اينكس
هذا الكسوف هو جزء من دورة اينكس طويلة الأمد ، يتكرر عند العقد المتناوبة ، كل 358 شهرًا سينوديًا (≈ 10571.95 يومًا ، أو 29 عامًا ناقص 20 يومًا).
مظهرها وخط طولها غير منتظمين بسبب عدم التزامن مع الشهر غير الطبيعي (فترة الحضيض). ومع ذلك ، فإن مجموعات 3 دورات اينكس (87 سنة ناقص شهرين) تقترب (≈ 1،151.02 شهرًا غير طبيعي) ، لذا فإن الكسوف متشابه في هذه المجموعات.
| أعضاء سلسلة اينكس بين عامي 1901 و 2100: | أعضاء سلسلة اينكس بين عامي 1901 و 2100: | أعضاء سلسلة اينكس بين عامي 1901 و 2100: |
| --------------------------------------- | --------------------------------------- | --------------------------------------- |
| 22 نوفمبر 1919 (ساروس 141)              | 1 نوفمبر 1948 (ساروس 142)               | 12 أكتوبر 1977 (ساروس 143)              |
| 22 سبتمبر 2006 (ساروس 144)              | 2 سبتمبر 2035 (ساروس 145)               | 12 أغسطس 2064 (ساروس 146)               |
| 23 يوليو 2093 (ساروس 147)               |                                         |                                         |

### سلسلة تريتوس
هذا الكسوف هو جزء من دورة تريتوس ، يتكرر عند العقد المتناوبة كل 135 شهرًا متزامنًا (≈ 3986.63 يومًا ، أو 11 عامًا ناقص شهر واحد). مظهرها وخط طولها غير منتظمين بسبب نقص التزامن مع الشهر غير الطبيعي (فترة الحضيض) ، لكن التجمعات المكونة من 3 دورات تريتوس (33 عامًا ناقص 3 أشهر) تقترب (≈ 434.044 شهرًا غير طبيعي) ، لذا فإن الكسوف متشابه في هذه التجمعات.[بحاجة لمصدر]
| أعضاء سلسلة تريتوس بين عامي 1901 و 2100 | أعضاء سلسلة تريتوس بين عامي 1901 و 2100 | أعضاء سلسلة تريتوس بين عامي 1901 و 2100 | أعضاء سلسلة تريتوس بين عامي 1901 و 2100 |
| --------------------------------------- | --------------------------------------- | --------------------------------------- | --------------------------------------- |
| 9 سبتمبر 1904 (ساروس 133)               | 10 أغسطس 1915 (ساروس 134)               | 9 يوليو 1926 (ساروس 135)                |                                         |
| 8 يونيو 1937 (ساروس 136)                | 9 مايو 1948 (ساروس 137)                 | 8 أبريل 1959 (ساروس 138)                |                                         |
| 7 مارس 1970 (ساروس 139)                 | 4 فبراير 1981 (ساروس 140)               | 4 يناير 1992 (ساروس 141)                |                                         |
| 4 ديسمبر 2002 (ساروس 142)               | 3 نوفمبر 2013 (ساروس 143)               | 2 أكتوبر 2024 (ساروس 144)               |                                         |
| 2 سبتمبر 2035 (ساروس 145)               | 2 أغسطس 2046 (ساروس 146)                | 1 يوليو 2057 (ساروس 147)                |                                         |
| 31 مايو 2068 (ساروس 148)                | 1 مايو 2079 (ساروس 149)                 | 31 مارس 2090 (ساروس 150)                |                                         |

## روابط خارجية
- رسومات ناسا
  - خريطة تفاعلية للكسوف من وكالة ناسا